# Nikolai Asséiev
Nikolai Asséiev   (Lgov, 28 de juny de 1889 (Julià) - Moscou, 16 de juliol de 1963), nom complet amb patronímic Nikolai Nikolàievitx Asséiev, rus: Никола́й Никола́евич Асе́ев,  nʲɪkɐˈlaj nʲɪkɐˈlajɪvʲɪtɕ ɐˈsʲejɪf (?·pàg.), fou un poeta futurista, traductor i guionista soviètic i rus.

## Biografia
Va néixer a la família d'un agent d'assegurances de la noblesa (o d'un agrònom). La mare del poeta, Ielena Nikolàievna, de soltera Pinskaia, va morir jove quan el noi encara no tenia 8 anys. El pare aviat es va tornar a casar. Va passar la seva infantesa a casa del seu avi, Nikolai Pàvlovitx Pinski, un inveterat caçador i pescador, amant de les cançons populars, dels contes de fades i meravellós contacontes. L’àvia Varvara Stepànovna Pinskaia era serventa en la seva joventut, redimida de la captivitat pel seu avi, que se’n va enamorar durant un dels seus passejos de caça. Va recordar molt de la vida del vell poble. Asséiev va assenyalar reiteradament la seva influència en el seu desenvolupament.
El noi va ser enviat a l'escola real de Kursk, on es va graduar el 1907. Després va estudiar al departament econòmic de l’Institut Comercial de Moscou (1908-1910) i a les facultats d’història i filologia de les universitats de Moscou i Khàrkiv (es va graduar el 1913). Publicà a la revista infantil "Protalinka" (1914-1915).
El 1915 va ingressar a l'exèrcit, però fou llicenciat per malaltia (tuberculosi). El 1917 fou cridat de nou i serví al regiment de reserva de Haissin; va ser elegit membre del Soviet regimental de diputats de soldatsi junt amb un tren de siberians ferits va marxar a Irkutsk. Durant la guerra civil va acabar a l'Extrem Orient. Va estar al capdavant del servei públic d'ocupació, i després va treballar en un diari local, publicant primer, i posteriorment com a fulletonista.
El 1922 fou convocat a Moscou per un telegrama d'Anatoli Lunatxarski. Era membre del grup Tvórtxestvo ("Creativitat") juntament amb Serguei Tretiakov, David Burliuk i Nikolai Txujak. També fou un dels líders dels grups LEF (1923-1928) i REF(1929-1930). Coneixia bé Vladímir Maiakovski i Borís Pasternak. Més tard, Valentín Katàiev faria aparèixer Nikolai Asséiev a la novel·la "La meva corona de diamants", rus: Алма́зный мой вене́ц, amb el sobrenom de soràtnik ("company").
Des de 1931 fins a la seva mort, Asséiev va viure a la "Casa de la Cooperativa d'Escriptors" al carrer de Kamerguerski Lane, tal com recorda la placa commemorativa instal·lada a l'edifici. Durant els anys de guerra, en no ser apte per al servei militar per causa de l'edat, fou evacuat a Txístopol. La filla de Marina Tsvetàieva, Ariadna Efron, que era a la presó en aquell moment, va acusar més tard Asséiev del suïcidi de la seva mare (no li va proporcionar ajuda en l'evacuació) i va escriure a Borís Pasternak el 1956: 
| « | Per a mi, Asséiev no és un poeta, ni una persona, ni un enemic, ni un traïdor: és un assassí, i aquest assassinat és pitjor que el de Dantessov. | » |

Una de les cartes de suïcidi de Tsvetàieva estava dirigida a Asséiev i a la seva dona, i els demanava que cuidessin del seu fill Gueorgui: “No el deixeu mai. Estaria boig de content si visqués amb vosaltres". El mateix Gueorgui va escriure al seu diari: 
| « | Asséiev va quedar completament sorprès per la notícia de la mort de Marina Tsvetàieva, de seguida va anar amb mi al comitè del districte del partit, on va rebre el permís per inscriure'm al seu apartament... | » |

Va ajudar activament els joves poetes durant el desglaç de Khrusxov. Han arribat fins a nosaltres les seves cartes a Víktor Sosnora, escrites poc abans de la seva mort, plenes de participació en la carrera creativa del jove poeta.
Nikolai Asséiev va morir de pneumònia (complicació de la tuberculosi crònica que patia) el 16 de juliol de 1963. És enterrat a Moscou, al cementiri de Novodévitxi.

## Creativitat
Va començar a publicar el 1909. Des de 1914, Asséiev, juntament amb Serguei Bobrov i Borís Pasternak,
va ser un dels principals representants del cercle Lírika (en particular, va escriure el pròleg de la col·lecció debut de Pasternak Els bessons als núvols, rus: Близнец в тучах. Llavors aquests mateixos tres poetes van formar el nucli del grup Tsentrifuga, que professava el futurisme. La primera col·lecció del poeta, La flauta nocturna, rus: Ночная флейта (1914), mostrava la influència de la poesia simbolista. El fet de conèixer les obres de Velimir Khlébnikov i l'entusiasme pel folklore eslau antic es va reflectir a les col·leccions Zor, rus: Зор (1914) i Letorei, rus: Леторей (1915).
La comunicació creativa amb Vladímir Maiakovski (des del 1913) va contribuir a configurar el talent d’Asséiev. Els motius revolucionaris s’intensifiquen en la seva poesia. El poema "Viatge sentimental del famós gat Buber", rus: Сентиментальное путешествие знаменитого кота Буберы (1920) La col·lecció Bomba, rus: Бомба (1921) va ser cremada pels invasors i destruïda juntament amb la impremta. La marxa de Budionni, rus: Марш Будённого, del poema Budionni, rus: Будённый (1922) es va convertir en una cançó popular (música d'A A. Davidenko). Des de 1923 va participar al grup literari LEF. El poema Digressió lírica, rus: Лирическое отступление (1924) va provocar acalorades discussions. Aquí, Asséiev es lamenta de les "concessions en l'esfera ideològica" i representa críticament la distorsió de la idea revolucionària en el nou entorn polític de la NEP.
És autor d’obres sobre temes revolucionaris: el poema La tempesta de Sverdlovsk, rus: Свердловская буря, (1924), Semion Proskakov, rus: Семён Проскаков (1928), poemes sobre revolucionaris (Els hússars blaus, rus: Синие гусары, 1926, Txernixevski, rus: Чернышевский, 1929) i el Poema sobre els vint-i-sis comissaris de Bakú, rus: Поэма о двадцати шести бакинских комиссарах.
Un lloc especial en l'obra d'Asséiev l'ocupa el poema biogràfic i de memòries Comença Maiakovski, rus: Маяковский начинается (1940), on hi ha records de l'atmosfera de l'època, d'altres figures del futurisme.
Durant la seva vida publicà uns 80 reculls de poesia.Va traduir poemes de Mao Zedong,de Taràs Xevtxenko i Pavlò Titxina. És autor de diversos articles sobre l'obra de Titxina.